# Anuga subanalis
Anuga subanalis là một loài bướm đêm trong họ Noctuidae.